# Qián
Pour les articles homonymes, voir Ken.

Trigrammes - Yi Jing - Bāguà

|   | sin. | pinyin | on'yomi |
| ☰ | 乾   | qián   | ken     |
| ☷ | 坤   | kūn    | kon     |
| ☳ | 震   | zhèn   | shin    |
| ☴ | 巽   | xùn    | son     |
| ☲ | 離   | lí     | ri      |
| ☵ | 坎   | kǎn    | kan     |
| ☶ | 艮   | gèn    | gon     |
| ☱ | 兌   | duì    | da      |

☰ ou 乾 transcrit qián en hanyu pinyin (romanisation du mandarin) et ken selon la lecture on'yomi (japonais), est l'un des huit trigrammes du Yi Jing, et donc une figure du Bāguà. 
Ce concept traditionnel chinois ne peut se définir directement, mais on peut citer les images qui lui sont associés :
Le ciel, le créateur, le père, le cheval (bon, vieux, maigre, sauvage), la tête, le rond, le prince, le jade, le métal, le froid le glace, le rouge sombre, un fruit, etc.